# Борелли, Эдер
Э́дер Никола́с Боре́лли Кап (исп. Eder Nicolás Borelli Cap; род. 25 ноября 1990, Монтеррей, Мексика) — мексиканский футболист, защитник клуба «Эль-Пасо Локомотив». Эдер является сыном известного аргентинского футболиста Хорхе Борелли, выступавшего за «Ривер Плейт», а также участвовавшим в чемпионате мира 1994 года.

## Карьера
Борелли родился в Монтеррее, где тогда выступал за «УАНЛ Тигрес» его отец Хорхе. Спустя несколько месяцев родители вернулись в Аргентину, где и прошло детство Эдера. Несмотря на то, что он прожил на родине 18 лет, защитник выразил желание выступать за национальную команду Мексики. Свою карьеру Борелли начал в клубе третьего дивизиона «Нуэва Чикаго», где провёл около двух лет.
Летом 2010 года Эдер перебирается в Мексику, где подписывает контракт с клубом «Керетаро», тренером которого был тоже аргентинец Анхель Комиссо. 24 июля 2010 года Борелли дебютировал за новую команду в матче против «УАНЛ Тигрес», с тех пор он стал игроком основного состава. 12 марта 2011 Эдер забил свой первый гол в поединке против «Пуэблы».
В июле 2011 года Борелли переходит в бывший клуб своего отца «УАНЛ Тигрес». Уже в своем дебютном сезоне Апретуры 2011, Эдер выиграл золото чемпионата. Однако его вклад в успехи команды оказался небольшим, он проиграл конкуренцию за место в основе Исраэлю Хименесу и появлялся в основном на замену. В 2012 году Борелли дебютировал в Кубке Либертадорес приняв участие в двух матчах.
7 июля 2020 года Борелли перешёл в американский клуб «Эль-Пасо Локомотив» из Чемпионшипа ЮСЛ. За «Локомотив» дебютировал 16 сентября в матче против «Колорадо-Спрингс Суитчбакс». 19 сентября в матче против «Реал Монаркс» забил свой первый гол за «Локомотив». По итогам сезона 2020 был признан болельщиками «Локос» защитником года. 2 декабря 2021 года перезаключил контракт с клубом на сезон 2022. 24 октября 2022 года перезаключил контракт с клубом на сезон 2023.

## Достижения
Командные
 УАНЛ Тигрес
- Чемпион Мексики — Апертура 2011